# Edmond Beauchamp
Edmond Beauchamp, né le 3 mars 1900, à Montpellier et mort le 3 juin 1985, à Saint-Brieuc, est un acteur français actif des années 1920 à la fin des années 1970. À partir de 1960, il tourne essentiellement pour la télévision.

## Filmographie

### Cinéma
- 1928 : Maldone de Jean Grémillon (le gitan)
- 1934 : Madame Bovary de Jean Renoir (Binet)
- 1935 : Le Crime de monsieur Lange, de Jean Renoir (le prêtre dans un train)
- 1935 : Roses noires de Paul Martin et Jean Boyer
- 1935 : Un homme de trop à bord de Gerhard Lamprecht et Roger Le Bon
- 1935 : Valse royale de Jean Grémillon (Maps)
- 1937 : La Marseillaise, de Jean Renoir (le curé Fayet)
- 1937 : Les Gens du voyage de Jacques Feyder
- 1937 : La Femme du bout du monde de Jean Epstein (Charley)
- 1937 : Feu ! de Jacques de Baroncelli (Moulay-Aidi)
- 1937 : Hercule d'Alexandre Esway et Carlo Rim (le secrétaire de Vasco)
- 1937 : Tamara la complaisante de Félix Gandéra et Jean Delannoy
- 1937 : La Mort du cygne de Jean Benoit-Lévy et Marie Epstein (l'inspecteur)
- 1938 : La Rue sans joie, d'André Hugon
- 1938 : Louise, d'Abel Gance (le philosophe)
- 1938 : L'Ange que j'ai vendu de Michel Bernheim
- 1938 : La Maison du Maltais de Pierre Chenal (un policier)
- 1938 : Le Roman de Werther de Max Ophüls (le meurtrier)
- 1939 : Le Feu de paille de Jean Benoit-Lévy
- 1940 : Paradis perdu, d’Abel Gance (le facétieux)
- 1942 : Le Camion blanc de Léo Joannon (un gitan)
- 1943 : Le Val d'enfer, de Maurice Tourneur (Rodrigo)
- 1943 : Un seul amour de Pierre Blanchar d'après Honoré de Balzac (Gardel)
- 1944 : Le Père Goriot de Robert Vernay
- 1944 : Le Bossu, de Jean Delannoy (le gaucher)
- 1945 : Dernier Métro de Maurice de Canonge
- 1945 : La Fille aux yeux gris de Jean Faurez
- 1945 : Les Gueux au paradis de René Le Hénaff
- 1945 : Félicie Nanteuil, de Marc Allégret (le jeune premier)
- 1946 : Le Capitan, de Robert Vernay (le procureur du roy)
- 1946 : Le visiteur de Jean Dréville (Ledru)
- 1946 : La Rose de la mer de Jacques de Baroncelli (un mécanicien)
- 1946 : Maman de secours de Louis Cuny - court métrage (25 min) -
- 1947 : Le Diable au corps, de Claude Autant-Lara (un sommelier)
- 1947 : Les jeux sont faits, de Jean Delannoy (Dixonne)
- 1948 : Pattes blanches de Jean Grémillon (le gendarme)
- 1948 : L'Armoire volante de Carlo Rim (le commissaire)
- 1950 : Meurtres ?, de Richard Pottier (le professeur Le Gossec)
- 1951 : Autant en emporte le gang de Jacques Moisy et Michel Gast
- 1951 : Le Garçon sauvage de Jean Delannoy (Gilles)
- 1951 : Garou-Garou, le passe-muraille, de Jean Boyer (Arturo, le Sud-Américain)
- 1952 : Le Rideau rouge d'André Barsacq
- 1954 : La Chair et le Diable, de Jean Josipovici
- 1954 : Futures Vedettes de Marc Allégret (le père d’Élise)
- 1956 : Notre-Dame de Paris, de Jean Delannoy
- 1956 : Si Paris nous était conté de Sacha Guitry (un consommateur)
- 1956 : Marie-Antoinette reine de France, de Jean Delannoy (le comte de Luxembourg)
- 1958 : Le Maître du Pérou
- 1958 : Le Petit Prof, de Carlo Rim (le grand-père)
- 1959 : Le Beau Serge, de Claude Chabrol (Glomaud)
- 1959 : Le Bossu, d'André Hunebelle (don Miguel)
- 1960 : Le Capitan, d’André Hunebelle (le gouverneur de la province)
- 1961 : Un nommé La Rocca, de Jean Becker
- 1968 : Les Cracks, d'Alex Joffé

### Télévision
- 1957 : En votre âme et conscience, épisode : Le testament du duc de Bourbon de  Marcel Cravenne
- 1959 : Les Trois Mousquetaires de Claude Barma
- 1960 : Cyrano de Bergerac : Carbon de Casteljaloux
- 1961 : En votre âme et conscience, épisode : La Mystérieuse Affaire de l'horloger Pel de  Pierre Nivollet
- 1961 : Hauteclaire ou le Bonheur dans le crime (TV)
- 1962 : Font-aux-cabres (fresque dramatique de Félix Lope de Vega), téléfilm de Jean Kerchbron : Jean le Roux
- 1962 : Le Tzigane et la Dactylo (Les Cinq Dernières Minutes, épisode no 24, TV) de Pierre Nivollet
- 1963 : Janique Aimée de Jean-Pierre Desagnat : le colonel, oncle de Janique
- 1964 : Rocambole de Jean-Pierre Decourt
- 1965 : Belle et Sébastien : César
- 1965 : Des fleurs pour l'inspecteur (Les Cinq Dernières Minutes, épisode no 36, TV) de Claude Loursais
- 1966 : Les Compagnons de Jéhu : Courtois
- 1968 : Sébastien parmi les hommes : César
- 1968 : En votre âme et conscience, épisode : L'Affaire Beiliss ou Un personnage en plus et en moins de  Jean Bertho
- 1969 : Fortune d'Henri Colpi
- 1970 : Poly à Venise de Jacques Pinoteau : Matteo, le berger
- 1971 : Le Prussien de Jean L'Hôte : le Prussien
- 1972 : Mauprat de Jacques Trébouta
- 1976 : "Commissaire Moulin" (S1E1 : Ricochets) : Le Colonel des Aubrais.

## Théâtre
- 1923 : Voulez-vous jouer avec moâ ? de Marcel Achard, mise en scène Charles Dullin, Théâtre de l'Atelier
- 1925 : La Femme silencieuse de Ben Jonson, mise en scène Charles Dullin, Théâtre de l'Atelier
- 1926 : La Comédie du bonheur de Nicolas Evreinoff, mise en scène Charles Dullin, Théâtre de l'Atelier
- 1928 : Volpone de Jules Romains, mise en scène Charles Dullin, Théâtre de l'Atelier
- 1931 : Atlas-Hôtel d'Armand Salacrou, mise en scène Charles Dullin, Théâtre de l'Atelier
- 1934 : Rosalinde d'après Comme il vous plaira de William Shakespeare, mise en scène Jacques Copeau, Théâtre de l'Atelier
- 1937 : Jules César de William Shakespeare, mise en scène Charles Dullin, Théâtre de l'Atelier
- 1944 : Antigone de Jean Anouilh, mise en scène André Barsacq, Théâtre de l'Atelier
- 1947 : Le Procès d'après Franz Kafka, mise en scène Jean-Louis Barrault, Théâtre Marigny
- 1949 : Le Bossu de Paul Féval et Auguste Anicet-Bourgeois, mise en scène Jean-Louis Barrault, Théâtre Marigny
- 1950 : Malatesta d'Henry de Montherlant, mise en scène Jean-Louis Barrault, Théâtre Marigny
- 1953 : Ion de Bernard Zimmer d'après Euripide, mise en scène Henri Soubeyran, Théâtre antique Vaison-la-Romaine
- 1955 : Volpone de Jules Romains et Stefan Zweig d’après Ben Jonson, mise en scène Jean-Louis Barrault, Théâtre Marigny
- 1959 : Le Crapaud-buffle d'Armand Gatti, mise en scène Jean Vilar, Théâtre Récamier
- 1960 : Christophe Colomb de Paul Claudel, mise en scène Jean-Louis Barrault, Odéon-Théâtre de France
- 1961 : Le Voyage de Georges Schehadé, mise en scène Jean-Louis Barrault, Odéon-Théâtre de France
- 1966 : Sur la route de Salina de Maurice Cury, mise en scène Frédéric Valmain, Théâtre Charles de Rochefort
- 1968 : La Mère de Bertolt Brecht, mise en scène Jacques Rosner, TNP Théâtre de Chaillot
- 1969 : Oedipe-roi de Jean Cocteau, mise en scène Jean Marais, Théâtre de l'Alliance française